# Graurücken-Sturmschwalbe
Die Graurücken-Sturmschwalbe (Garrodia nereis) ist eine Art aus der Familie der Sturmschwalben und die einzige rezente Art ihrer Gattung Garrodia.
Die IUCN stuft die Graurücken-Sturmschwalbe als nicht gefährdet (least concern) ein, da sie ein sehr großes Verbreitungsgebiet hat und die Populationszahlen stabil zu sein scheinen. Der weltweite Bestand wird von der IUCN auf 200.000 geschlechtsreife Individuen geschätzt.

## Erscheinungsbild
Die Graurücken-Sturmschwalbe erreicht eine Körperlänge von 16 bis 19 Zentimeter. Die Flügellänge beträgt 12,4 bis 14 Zentimeter und die Flügelspannweite 39 Zentimeter. Graurücken-Sturmschwalben wiegen zwischen 21 und 44 Gramm. Weibchen sind tendenziell etwas größer und schwerer als die Männchen.
Der Kopf und die Körperoberseite sowie die Flügeldecken sind schieferschwarz, der Mantel und der Rumpf sind dagegen etwas blassgrau. Die Kehle und die Vorderbrust sind gleichfalls dunkel. Der Bauch ist dagegen weiß. Der Schnabel und die Beine sind schwarz. Der Schwanz ist verhältnismäßig kurz und im Flug ragen die Füße leicht über die Schwanzspitze hinaus. Der Flug wirkt flattrig und erinnert an die Flugweise von Fledermäusen. Gewöhnlich fliegen sie sehr dicht über der Wasseroberfläche.
Verwechslungsmöglichkeiten bestehen vor allem mit der Fregattensturmschwalbe.

## Verbreitung
Die Graurücken-Sturmschwalbe kommt vor allem im Süden der Südhalbkugel vor und ist dort zirkumpolar verbreitet. Zu den Brutinseln gehören die Falklandinseln, Südgeorgien, die Gough-Insel, der Osten der Crozetinseln, die Kerguelen, die Auckland Islands, die Antipoden, die Chatham Islands und möglicherweise auch die Macquarie-Insel. Auch außerhalb der Fortpflanzungszeit hält sich die Graurücken-Sturmschwalbe bevorzugt in der Region ihrer Brutkolonien auf.

## Lebensweise
Die Graurücken-Sturmschwalbe lebt von noch nicht ausgewachsenen Rankenfußkrebsen sowie anderen Krustentieren. Zum Nahrungsspektrum gehören gelegentlich auch kleine Fische. Auf hoher See ist die Graurücken-Sturmschwalbe gewöhnlich in der Nähe von schwimmenden Kelp-Betten zu beobachten. Während der Nahrungssuche ist sie ganzjährig sowohl einzelgängerisch als auch in kleinen Schwärmen zu beobachten. Schiffen folgt sie gewöhnlich nicht.
Die Graurücken-Sturmschwalbe brütet sowohl einzeln als auch in lockeren Kolonien, entweder in flachen Mulden oder in kurzen Brutröhren, die bis zu 50 Zentimeter tief sein können. Das Ei wird auf den nackten Boden gelegt. Die Brutröhren finden sich gewöhnlich zwischen dichten Grasbüscheln oder anderer niedrig wachsender Vegetation auf flachem Grund oder leicht geneigten Hängen. Das Gelege besteht aus einem einzelnen, weißschaligen Ei, das am breiteren Ende kleine Flecken aufweist. Die Brutzeit beträgt etwa 45 Tage. Es ist bislang nicht bekannt, in welchem Alter die Jungvögel flügge werden. Beide Elternvögel sind gleichermaßen an der Brut und der Aufzucht des Jungvogels beteiligt.
Auf den Falklandinseln werden brütende Graurücken-Sturmschwalben häufig von Sumpfohreulen geschlagen. Es ist sehr wahrscheinlich, dass ähnlich wie bei anderen bodenbrütenden Seevögeln eingeführte Säugetiere einen negativen Effekt auf den Bestand haben. Neben Ratten und verwilderten Hauskatzen haben vermutlich auch Schafe und Hausrinder eine Auswirkung auf die Populationszahlen, da sie die Grasbüschel abweiden, zwischen denen die Sturmschwalbe brütet. Auf zwei kleinen Inseln der Chatham-Gruppe wurden solche weidenden Haustiere entfernt, was unter anderem zu einer Wiederansiedlung der Graurücken-Sturmschwalbe auf diesen Inseln führte.

## Belege

### Einzelbelege
1. ↑   BirdLife Factsheet zur Graurücken-Sturmschwalbe, aufgerufen am 13. Dezember 2010
2. ↑   Shirihai, S. 186
3. ↑   Shirihai, S. 186
4. ↑   Shirihai, S. 187
5. ↑   Shirihai, S. 187
6. ↑   Wood, S. 58
7. ↑   Wood, S. 59

### Weblink
- Garrodia nereis in der Roten Liste gefährdeter Arten der IUCN 2013.1. Eingestellt von: BirdLife International, 2012. Abgerufen am 9. November 2013.